# ورخومان

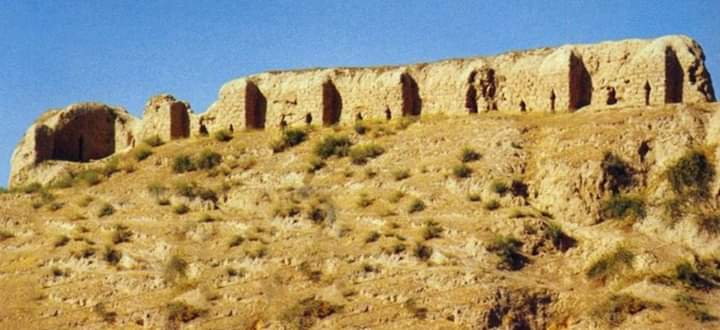
قسمتی از خرابه‌هایِ دیوارِ مرکزیِ شهرِ افراسیاب در سمرقند

ورخومان یا وارگومان (چینی: 拂呼縵؛ پین‌یین: Fúhūmàn؛۶۴۰–۶۷۰ پس از میلاد) یک اخشیدِ (پادشاه) سغدی بود که در شهر سمرقند در سدهٔ هفتم میلادی سکونت داشت. او، جانشینِ شاهْ شیشپین گشت. او را از روی نقشِ افراسیاب در سمرقند می‌شناسند که مربوط به شرف‌یابیِ سُفرایِ بسیاری از کشورها از جمله چین به نزدِ او است. همچنین سنگ‌نوشته‌ای در نقاشی‌های یک دیوار پیدا شده که در آن مستقیماً از او نام برده شده‌است. نام او در تواریخِ چین هم شناخته شده‌است.
یکی از نقوشِ دیواری، سفیر چین را می‌نمایاند که ابریشم و رشته‌ای از پیله‌های کرم ابریشم را برای حاکمِ محلیِ سغدی آورده‌است. صحنه‌ای که در نقش افراسیاب به تصویر کشیده شده‌است احتمالاً مربوط به اندکی پس از سال ۶۵۸ پس از میلاد است که دودمان تانگ، خاقانات ترک غربی را فتح کرده بود.
حکومت ورخومان برای چینی‌ها، اسماً یک دولت خراجگزار محسوب می‌شد. ذکرِ او در سال‌نامه چینی اینگونه آمده‌است:
در دوران یونگ‌هوی (永徽) (۶۵۰–۶۵۵ پس از میلاد)، امپراتور گائوزونگ این قلمرو را دولتِ کانجو ساخت و عنوانِ فرمانداری را به پادشاهِ کشور، ورخومان (拂呼缦) بخشید.— رویدادنامهٔ چینی در بابِ ورخومان
ورخومان میراث کوتاهی داشت و کاخ او توسط سردار عرب، سعید‌‌‌ بن‌‌‌ عثمان، میانِ سال‌های ۶۷۵ تا ۶۷۷ میلادی، ویران شد. پس از آن به گفتهٔ نرشخی، دیگر «پادشاه سمرقند» ـی وجود نداشت.

## ورخومان در نقش افراسیاب
ذکر ورخومان در نوشته‌های نقش افراسیاب چنین آمده‌است:
هنگامی که پادشاه ورخومان اوناش نزد او آمد، [سفیر] زبان گشود [و چنین گفت]: «من پوکارزاته، داپیرپاتِ (صدر اعظم) چغانیان هستم؛ از تورانتاش، ارباب چغانیان، به سمرقند، احترماً نزد شاه [به اینجا] رسیده‌ام. و در مورد من هیچ تردیدی نداشته باشید؛ در مورد خدایان سمرقند و همچنین از نوشتار سمرقند به خوبی آگاهم و به شاه نیز آسیبی نرسانده‌ام. بختتان دراز باد!» و پادشاه ورخومان اوناش از او رخصت گرفت و سپس داپیرپاتِ چاچ دهان باز کرد.— کتیبه روی ردای سفیر.

## نقوش افراسیاب

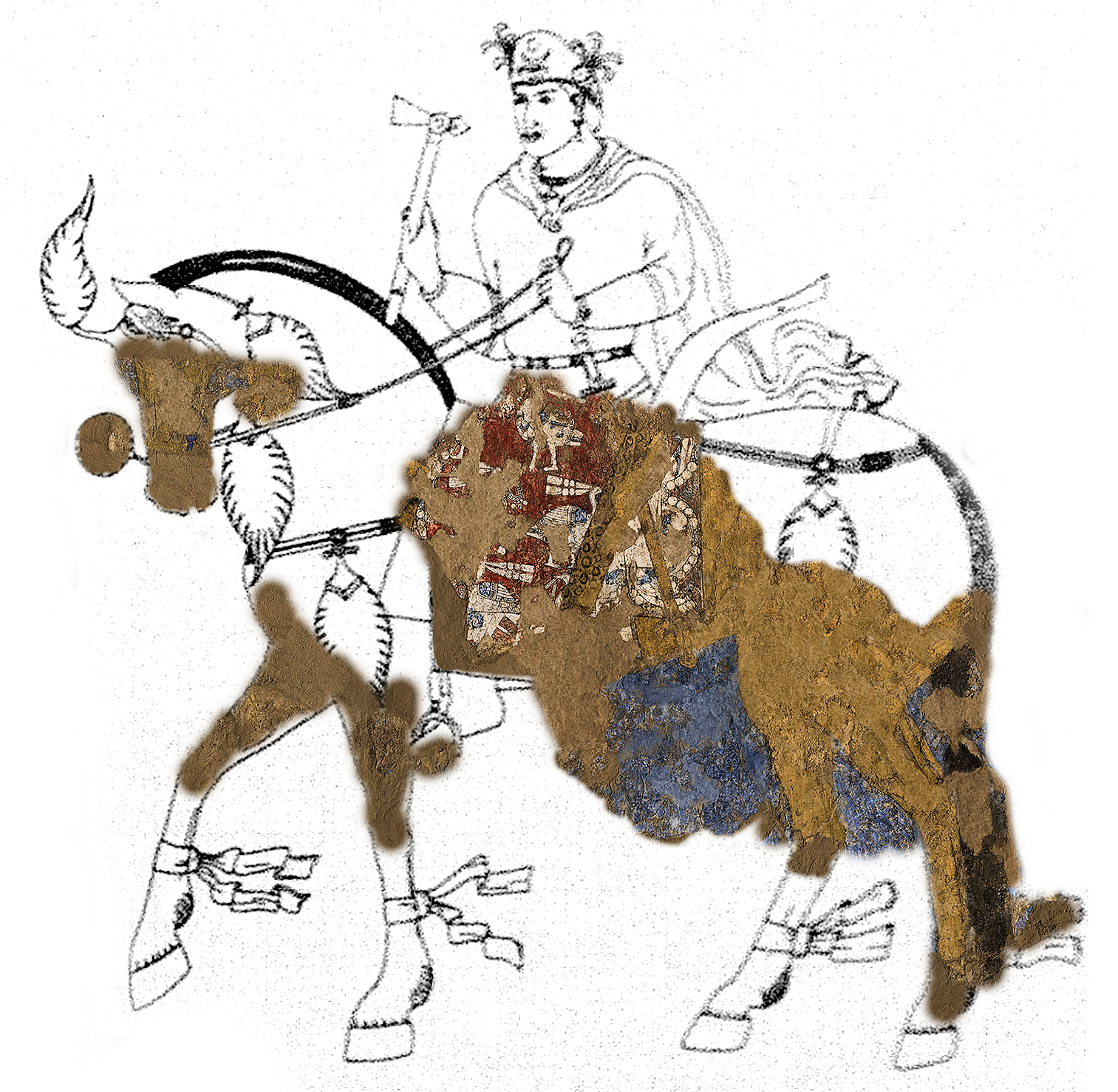
شاه ورخومان سوار بر اسب؛ بخش‌هایی از اصلِ نقش باقی‌مانده‌اند و بخش‌هایی بازسازی شده‌اند.
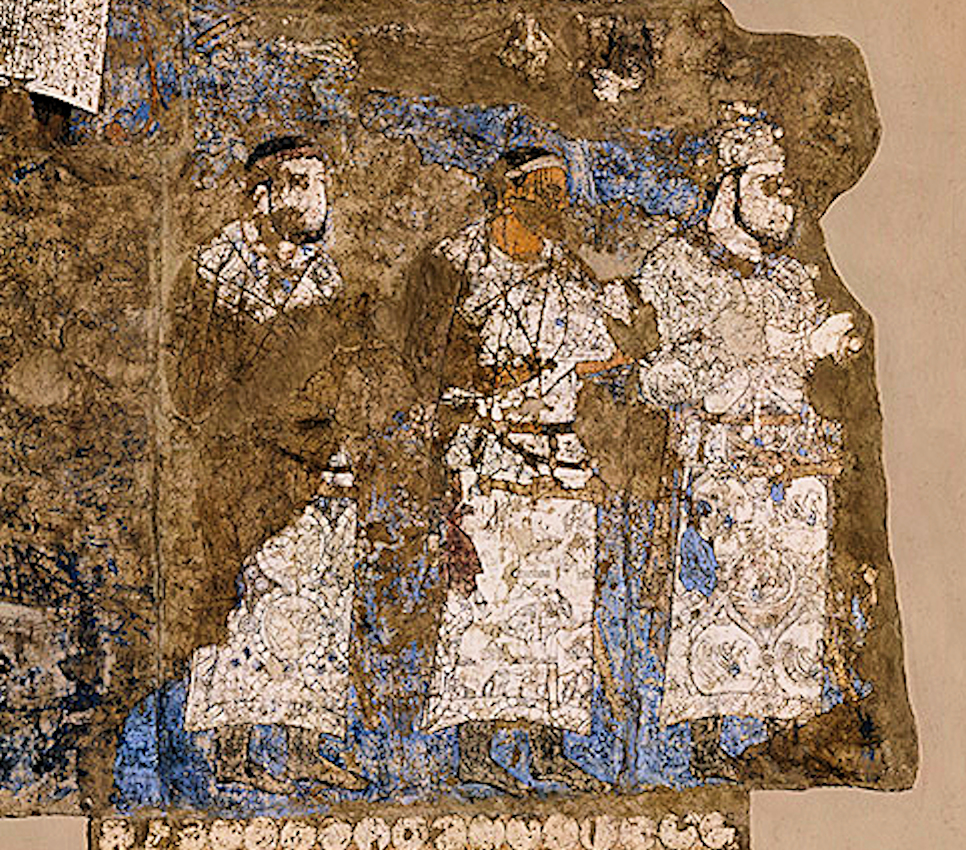
سفیران چغانیان و چاچ (تاشکندِ امروزی).
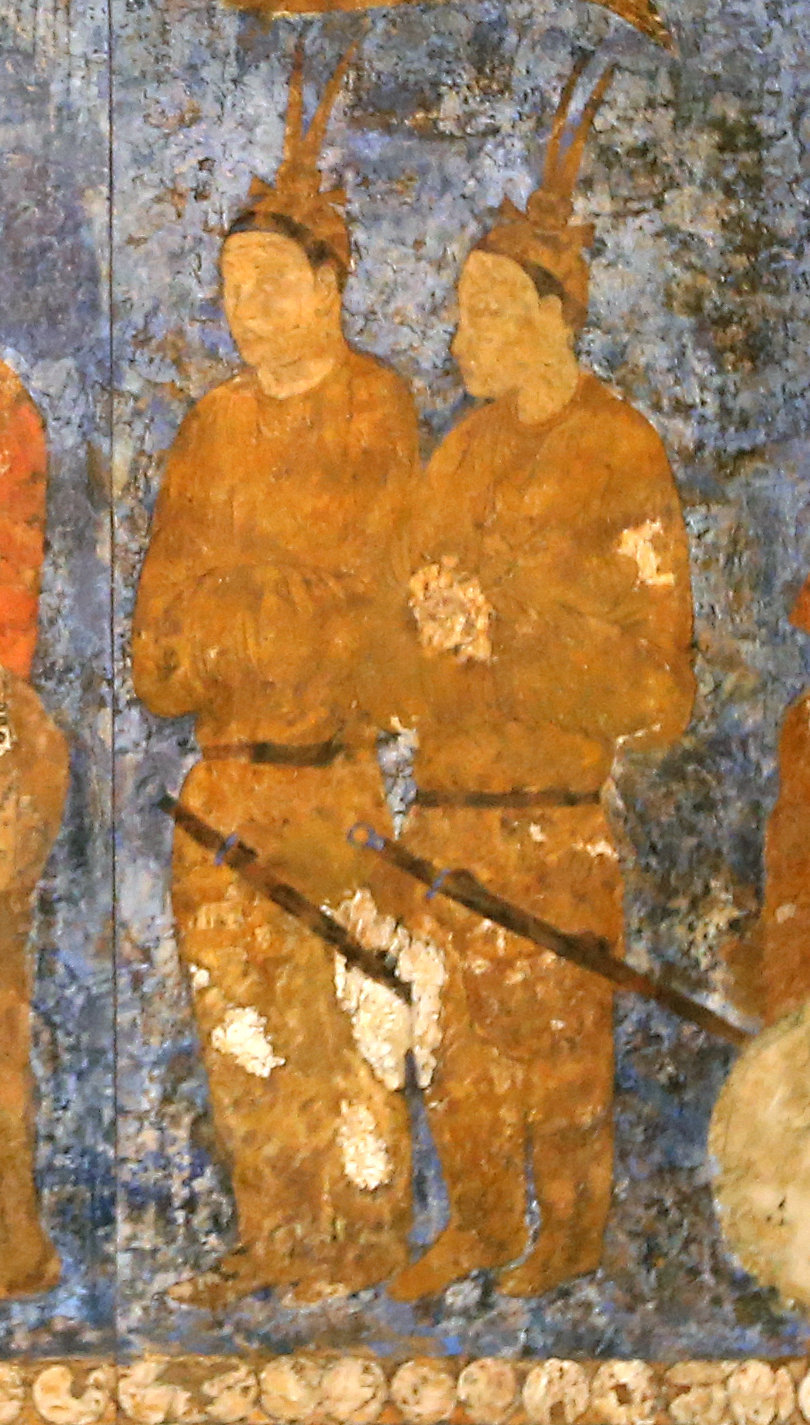
سفیران کُره(گوگوریو)[۱۳] در دیدار با ورخومان، پادشاه سمرقند که با دو پر بالای سرشان شناسایی می‌شوند.
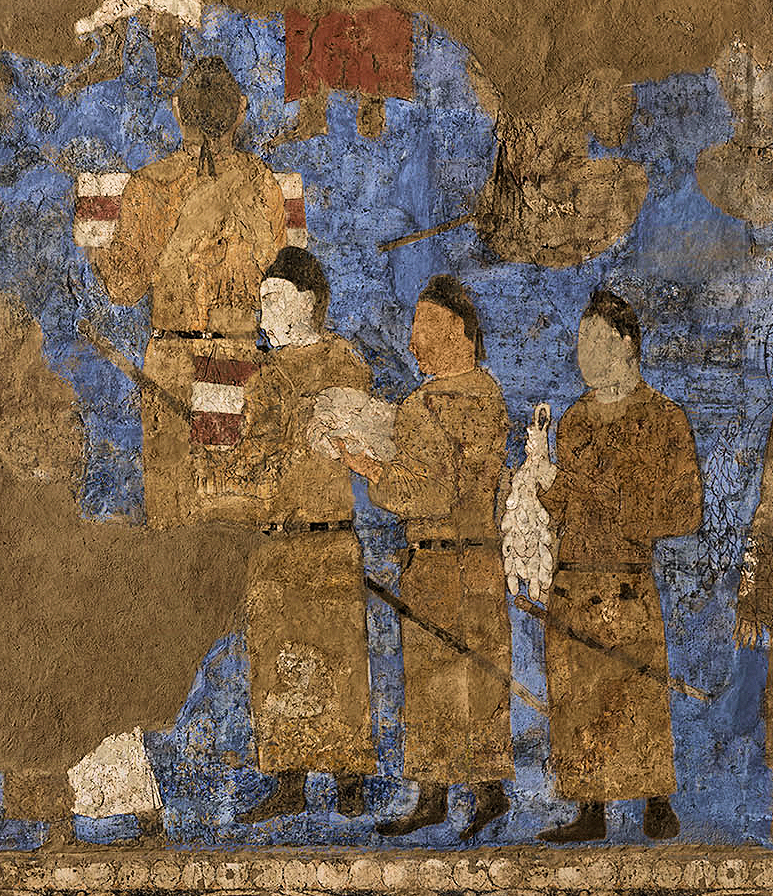
فرستادگان سلسله تانگ در دربار ورخومان در سمرقند، حامل ابریشم و رشته‌ای از پیله‌های کرم ابریشم